# Bebearia paludicola
Bebearia paludicola är en fjärilsart som beskrevs av Schultze. Bebearia paludicola ingår i släktet Bebearia och familjen praktfjärilar. Inga underarter finns listade i Catalogue of Life.